# Gastronomía de Pekín

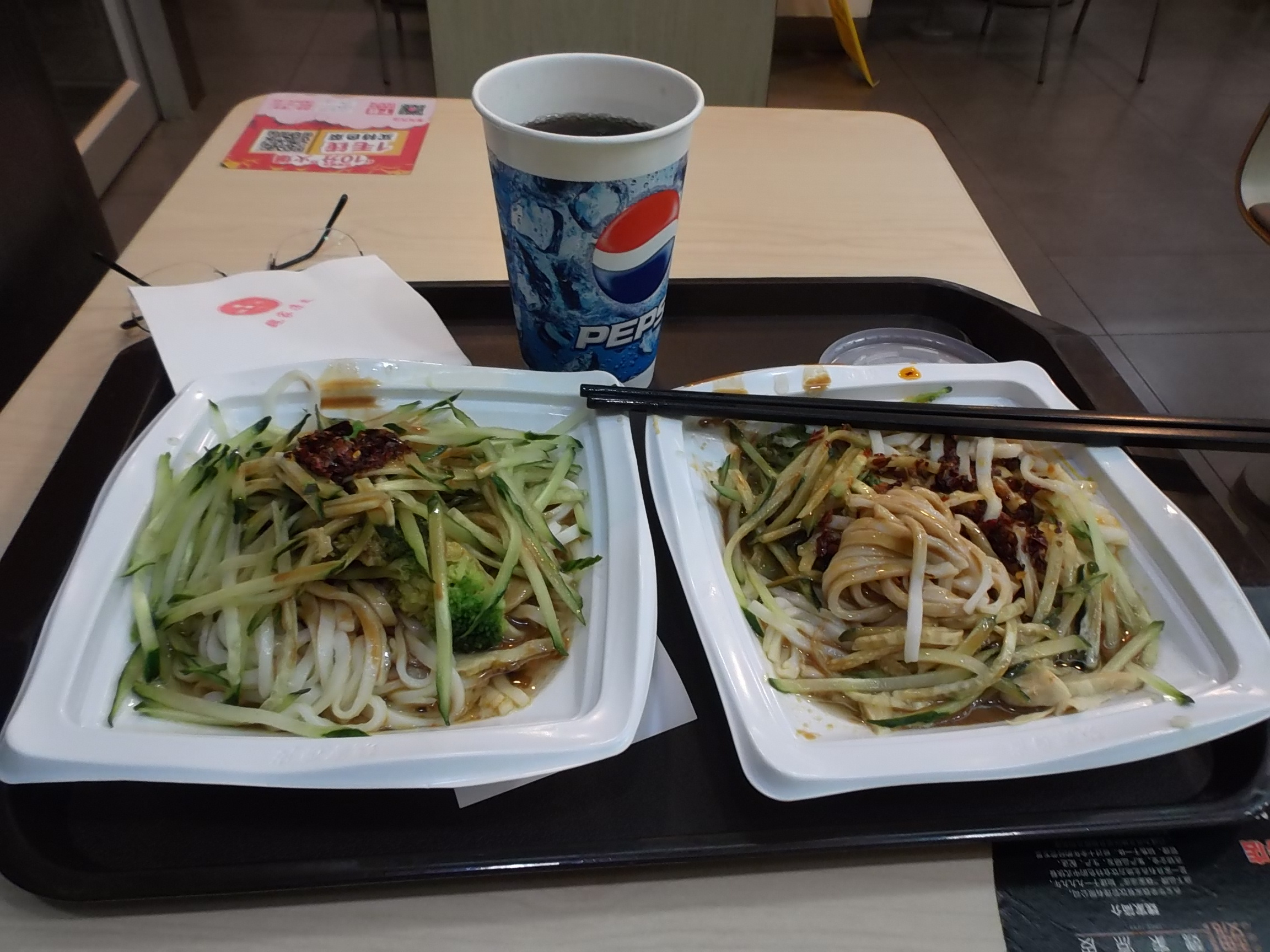
Fideos tipo "noodles" en un restaurant de comida rápida de Huguosi Jie (Hugosi Street) - Pekín

La Gastronomía de Pekín (Denominado en chino: 京菜 o también como 北京菜) es un conjunto de estilos y costumbres culinarias procedentes de la región de Pekín, en China del Norte. Es conocida formalmente también como Gastronomía mandarina.

## Platos conocidos
- Pato pekinés (北京烤鸭)
- Sopa agripicante (酸辣汤)
- Barbacoa al estilo de Pekín (烤肉/北京烤肉)
- Mutton Hot pot (涮羊肉)

- Datos: Q1206613
- Multimedia: Cuisine of Beijing / Q1206613